# Valeri Dymo
Valeri Volodymyrovych Dymo –en ucraniano, Валерій Володимирович Димо– (Mykolaiv, URSS, 9 de septiembre de 1985) es un deportista ucraniano que compitió en natación, especialista en el estilo braza.
Ganó una medalla de plata en el Campeonato Europeo de Natación de 2012 y dos medallas en el Campeonato Europeo de Natación en Piscina Corta, plata en 2006 y bronce en 2005.
Participó en tres Juegos Olímpicos de Verano, entre los años 2004 y 2012, ocupando el sexto lugar en Atenas 2004, en la prueba de 4 × 100 m estilos.

## Palmarés internacional
| Campeonato Europeo                  | Campeonato Europeo   | Campeonato Europeo | Campeonato Europeo |
| Año                                 | Lugar                | Medalla            | Prueba             |
| ----------------------------------- | -------------------- | ------------------ | ------------------ |
| 2012                                | Debrecen (Hungría)   | Medalla de plata   | 100 m braza        |
| Campeonato Europeo en Piscina Corta |                      |                    |                    |
| Año                                 | Lugar                | Medalla            | Prueba             |
| 2005                                | Trieste (Italia)     | Medalla de bronce  | 100 m braza        |
| 2006                                | Helsinki (Finlandia) | Medalla de plata   | 100 m braza        |